# El espanto surge de la tumba
Pour plus de détails, voir Fiche technique et Distribution.
El espanto surge de la tumba est un film d'épouvante espagnol réalisé par Carlos Aured, sorti en 1973.

## Synopsis
Le film démarre en France au quinzième siècle. Alaric de Marnac et sa maîtresse sont condamnés à mort par les autorités en raison de leurs crimes et leur affiliation avec la magie noire. Quelques siècles plus tard, Hugo de Marnac un descendant du sorcier se rend avec des amis dans l'ancienne demeure familiale pour en savoir plus sur la légende de son ancêtre. Sur les lieux, il y déterre un coffre contenant la tête d'Alaric. C'est ainsi que le sorcier débute sa vengeance, ramenant les morts à la vie ainsi que son propre corps avec lequel il est réuni...

## Fiche technique
- Titre original : El espanto surge de la tumba
- Réalisation : Carlos Aured
- Scénario : Paul Naschy
- Production : Ricardo Muñoz Suay, José Antonio Pérez Giner et Modesto Pérez Redondo
- Musique : Carmelo A. Bernaola
- Photographie : Manuel Merino
- Montage : Javier Morán
- Décors : Gumersindo Andrés
- Société de production : Profilmes
- Pays de production :  Espagne
- Langue originale : espagnol
- Format : Couleurs - 1,85:1 - Mono - 35 mm
- Genre : Épouvante
- Durée : 95 minutes
- Date de sortie :
  - Espagne : 27 avril 1973
- Classification :
  - Espagne : Interdit aux moins de 18 ans

## Distribution
- Paul Naschy : Alaric de Marnac / Hugo de Marnac / Armand de Marnac
- Emma Cohen : Elvira
- Víctor Barrera : Maurice Roland / André Roland
- Helga Liné : Mabille De Lancré
- Betsabé Ruiz : Sylvia
- Luis Ciges : Alain "Le Raté"
- Julio Peña : Jean
- María José Cantudo : Chantal
- Juan Cazalilla : Gastone
- Ramón Centenero : André Govar
- Montserrat Julió : Dale
- Elsa Zabala : Madame Irina
- Cristina Suriani : Paula

## Autour du film
- Le tournage s'est déroulé à Lozoya, Rascafría et Talamanca del Jarama, dans la communauté de Madrid.
- La même année, l'acteur Paul Naschy et le réalisateur Carlos Aured travaillèrent ensemble sur Les Yeux bleus de la poupée cassée , L'Empreinte de Dracula et La venganza de la momia (1973).
- Plusieurs scènes eurent droit à deux versions. Une première, habillée, pour l'exploitation du film en Espagne, et une seconde, avec les actrices dénudées, pour l'exportation à l'étranger[1].
- Paul Naschy reprendra son personnage d'Alaric de Marnac dix ans après dans Cris de panique (Latidos de pánico)[2].